# Ali Chuk
Ali Chuk es un lugar designado por el censo ubicado en el condado de Pima en el estado estadounidense de Arizona. En el Censo de 2010 tenía una población de 161 habitantes y una densidad poblacional de 43,11 personas por km².

## Geografía
Ali Chuk se encuentra ubicado en las coordenadas 31°49′1″N 112°33′30″O / 31.81694, -112.55833. Según la Oficina del Censo de los Estados Unidos, Ali Chuk tiene una superficie total de 3.73 km², de la cual 3.73 km² corresponden a tierra firme y (0%) 0 km² es agua.

## Demografía
Según el censo de 2010, había 161 personas residiendo en Ali Chuk. La densidad de población era de 43,11 hab./km². De los 161 habitantes, Ali Chuk estaba compuesto por el 0.62% blancos, el 0% eran afroamericanos, el 96.27% eran amerindios, el 0% eran asiáticos, el 0% eran isleños del Pacífico, el 1.24% eran de otras razas y el 1.86% pertenecían a dos o más razas. Del total de la población el 12.42% eran hispanos o latinos de cualquier raza.